# "No Flashlight": Songs of the Fulfilled Night
""No Flashlight": Songs of the Fulfilled Night"는 미국의 인디 록 밴드 마운트 이리의 첫 번째 정규 음반이다. 2005년 5월 9일 발매되었으며 준비에브 카스트리와 제이슨 월이 참여하였다.

## 녹음과 발매
이 음반은 2004년 10월 19일부터 2005년 1월 30일까지 워싱턴주 애나코티스의 여러 곳에서 녹음을 하였으며, 믹싱은 애나코터스의 알려지지 않은 스튜디오에서 T. 스톨런워크의 마스터링과 함께 진행되었다.
이 음반은 "ELV005"이라는 이름으로 처음 발매되었다. 이후 2015년 "ELV037"이란 이름으로 2015년에 발매하였다. 재발매 음반은 믹싱과 마스터링을 모두 다시하였다.

## 마운트 이리의 "The Drums from "No Flashlight""
"The Drums from "No Flashlight""은 음반의 드럼 트랙을 후에 발매한 것이다.

## 평가
| 전문가 평가      | 전문가 평가 |
| 총 점수          | 총 점수     |
| 출처             | 점수        |
| ---------------- | ----------- |
| 메타크리틱       | 72/100      |
| 평가 점수        |             |
| 출처             | 점수        |
| CokeMachineGlow  | 80%         |
| Pitchfork Media  | (5.0/10)    |
| Portland Mercury | [ 7 ]       |
| Stylus           | B           |
| Tiny Mix Tapes   | [ 9 ]       |

""No Flashlight": Songs of the Fulfilled Night"는 음악 평단으로부터 대부분 호평을 받았다. 메타크리틱은 5개의 리뷰를 통하여 100점 만점 중 72점을 기록하였다.

## 트랙 리스트
전체 작사·작곡: 필 엘버럼
| #            | 제목                             | 재생 시간 |
| ------------ | -------------------------------- | --------- |
| 1.           | 〈I Know No One〉                | 2:32      |
| 2.           | 〈I Hold Nothing〉               | 5:00      |
| 3.           | 〈The Moan〉                     | 2:53      |
| 4.           | 〈In the Bat's Mouth〉           | 1:33      |
| 5.           | 〈No Inside, No Out〉            | 1:52      |
| 6.           | 〈(2 Lakes)〉                    | 1:09      |
| 7.           | 〈Stop Singing〉                 | 3:02      |
| 8.           | 〈No Flashlight〉                | 3:04      |
| 9.           | 〈(2 Mountains)〉                | 1:19      |
| 10.          | 〈The Air in the Morning〉       | 3:02      |
| 11.          | 〈The Universe is Shown〉        | 1:54      |
| 12.          | 〈What?〉                        | 2:57      |
| 13.          | 〈How?〉 (ft. 준비에브 카스트리) | 2:24      |
| 14.          | 〈No Flashlight〉                | 3:54      |
| 15.          | 〈(2 Moons)〉                    | 1:16      |
| 총 재생 시간 | 총 재생 시간                     | 37:51     |

| #            | 제목                                         | 재생 시간 |
| ------------ | -------------------------------------------- | --------- |
| 16.          | 〈The Intimacy of the World with the World〉 | 4:58      |
| 17.          | 〈This Is The Same Ocean〉                   | 0:45      |
| 18.          | 〈Waterfalls〉 (ft. Adrian Orange)           | 2:04      |
| 19.          | 〈Where〉                                    | 1:17      |
| 총 재생 시간 | 총 재생 시간                                 | 45.75     |